# Cuerpos Antiaéreos de la Luftwaffe
Un Cuerpo Antiaéreo (en alemán: Flakkorps, también escrito Flak-Korps) era una formación de artillería antiaérea (AA) masiva empleada por la Luftwaffe para operaciones antiaéreas, antitanques y de apoyo de fuego en la Segunda Guerra Mundial. Un Flakkorps era una unidad flexible que estaba formada por un número variable de regimientos, brigadas o divisiones AA. Alemania organizó un total de seis cuerpos antiaéreos durante la guerra. Los cuerpos antiaéreos, si bien estaban destinados principalmente a apoyar a las unidades terrestres con fuego antiaéreo concentrado, en muchos casos también proporcionaban apoyo antitanque.

## Historia
Los cuerpos antiaéreos no existían antes de la Segunda Guerra Mundial. Hasta el final de la guerra, Alemania finalmente organizó un total de seis cuerpos antiaéreos, numerados del uno al seis en números romanos (I, II, III, IV, V, VI),más un cuerpo antiaéreo especial de corta duración.

### I Flak Corps
El I Flak Corps se formó en dos ocasiones, una en 1939 y otra en 1941. La formación inicial se reunió en octubre de 1939 en Berlín a partir del personal del Luftgaukommando III. Fue utilizado en la batalla de Francia en apoyo del Grupo de Ejércitos A. El 16 de agosto de 1940, estaba formado por los 101.º, 102.º y 104.º Regimientos Antiaéreos, así como por un destacamento pesado, un regimiento de transmisiones y un personal de reabastecimiento. El 1 de junio de 1940, el I Flak Corps se dividió en dos brigadas de dos regimientos cada una (después de la adición del 103.º Regimiento Antiaéreo), con la 1.ª Brigada Antiaérea recibiendo los 102.º y 103.º Regimientos Antiaéreos, y la 2.ª Brigada Antiaérea recibiendo los 101.º y 104.º Regimientos Antiaéreos. En marzo de 1941, el I Cuerpo Antiaéreo formó el Estado Mayor "Luftwaffenbefehlshaber Mitte".
El I Cuerpo Antiaéreo se reformó rápidamente el 1 de abril de 1941 en Berlín, utilizando el personal de la 1.ª Brigada Antiaérea. El 6 de junio ya estaba en Varsovia. En la Operación Barbarroja, se utilizó en el Grupo de Ejércitos Centro con el 2.º Grupo Panzer y proporcionó apoyo de fuego utilizando sus 101.º y 104.º Regimientos Antiaéreos. También fue utilizado por el Grupo de Ejércitos Sur. En mayo de 1942, fue reutilizado como una unidad de liderazgo administrativo cerca de Poltava y se le asignó la 9.ª División Antiaérea (en Járkov), la 10.ª División Antiaérea (en Kursk), la 15.ª División Antiaérea (en Mariúpol) y la 17.ª División Antiaérea (en Donetsk). La 10.ª División Antiaérea fue eliminada a finales de 1942. La 9.ª División Antiaérea fue aniquilada en enero/febrero de 1943 en la bolsa de Stalingrado. El I Cuerpo Antiaéreo se retiró a través del sur de Rusia y Crimea en 1943 y a través del norte de Ucrania y Galitzia en 1944. En octubre de 1944, estaba en Cracovia con el Grupo de Ejércitos A. Al final de la guerra, estaba en Schweidnitz bajo el Grupo de Ejércitos Centro.

### II Flak Corps
El II Cuerpo Antiaéreo se formó dos veces, una en 1939 y otra en 1943. La formación inicial se reunió en octubre de 1939 a partir de elementos de la 6.ª División Aérea y se desplegó cerca de Mönchengladbach a disposición del Grupo de Ejércitos B para la batalla de Francia. En mayo de 1940, estaba formado por los 103.º, 201.º y 202.º Regimientos Antiaéreos, así como por regimientos de transmisiones y personal de reabastecimiento. Después de la batalla de Francia, el II Cuerpo Antiaéreo fue destinado a la Operación León Marino y preparado en la costa del canal de la Mancha para las operaciones. En este punto, supervisó el 6.º (en Ostende), el 136.º (en Boulogne), el 201.º (en Calais) y el 202.º Regimientos Antiaéreos (en Dunkerque). El 103.º Regimiento Antiaéreo, después de la victoria sobre Francia, ya había sido transferido al I Cuerpo Antiaéreo, desde donde fue asignado a la 1.ª Brigada Antiaérea. Después de la cancelación de León Marino, el 136.º Regimiento Antiaéreo se retiró en octubre y todo el cuerpo se redesplegó en Tours el 16 de diciembre de 1940. Protegió la costa atlántica ocupada por los alemanes con la 6.ª Brigada Antiaérea (en Fontenay-le-Comte), que a su vez supervisó los 40.º y 45.º Regimientos Antiaéreos. El 3 de marzo de 1941, el personal del II Cuerpo Antiaéreo fue llamado a Alemania y desplegado con el 6.º Regimiento Antiaéreo y el Regimiento Antiaéreo General Göring para servir en el Frente Oriental. En abril de 1942, el estado mayor del cuerpo se disolvió y se utilizó para la formación de la 18.ª División Antiaérea.
El II Cuerpo Antiaéreo fue reformado en la Rusia central en octubre de 1943 a partir del mando del III Cuerpo de Campo de la Luftwaffe, con sede en Babruisk y encargado de la supervisión de la 12.ª División Antiaérea (en Babruisk, prestando apoyo al 2.º Ejército y al 9.º Ejército), de la 18.ª División Antiaérea (en Orsha, prestando apoyo al 4.º Ejército) y 10.ª Brigada Antiaérea (en Vitebsk, prestando apoyo al 3.º Ejército Panzer). La 10.ª Brigada Antiaérea se reestructuró en la 23.ª División Antiaérea en agosto de 1944. Durante la gran ofensiva soviética de enero de 1945, el II Cuerpo Antiaéreo supervisó un total de cuatro divisiones antiaéreas y una brigada antiaérea autónoma (la 23.ª División Antiaérea en apoyo del 9.º Ejército entre Varsovia y y Modlin, la 12.ª División Antiaérea en apoyo del 2.º Ejército entre Modlin y Łomża, la 18.ª División Antiaérea en apoyo del 4.º Ejército entre Łomża y Nesterov, la 27.ª División Antiaérea en apoyo del 3.º Ejército Panzer entre Nesterov y Rusnė y la 15.ª Brigada Antiaérea en reserva en Gdansk). Al final de la guerra, el II Cuerpo Antiaéreo formaba parte del Grupo de Ejércitos Vístula y dirigió, desde el 27 de abril de 1945, la 23.ª División Antiaérea detrás del 9.º Ejército, las 6.ª y 15.ª Brigadas Antiaéreas, así como la 27.ª División Antiaérea detrás de la 3.ª Ejército Panzer y la 14.ª División Antiaérea, así como la 16.ª Brigada Antiaérea en la región de Prignitz con el 12.º Ejército.

### III Flak Corps
El III Cuerpo Antiaéreo se formó el 22 de febrero de 1944 a partir del personal de la 11.ª División Antiaérea para cooperar con el Grupo Panzer Oeste contra una invasión anticipada de los Aliados occidentales. Consistía en los 1.º al 4.º Regimientos de Asalto Antiaéreo (formados a partir de los 431.º, 653.º, 37.º y 79.º Regimientos Antiaéreos), así como un destacamento de transmisiones de la fuerza aérea. Tras la invasión aliada de Normandía (6 de junio de 1944), gran parte de las fuerzas antiaéreas desplegadas por el III Cuerpo Antiaéreo fueron destruidas en la bolsa de Falaise en agosto de 1944. En septiembre de 1944, el personal del III Cuerpo Antiaéreo tenía su cuartel general en Cochem y se reutilizó para dirigir a la 1.ª Brigada Antiaérea, la 18.ª Brigada Antiaérea, la 19.ª Brigada Antiaérea y la 20.ª Brigada Antiaérea en apoyo del Grupo de Ejércitos B. En febrero de 1945, el cuartel general del cuerpo estaba en Bonn y dirigía a la 1.ª Brigada Antiaérea (en Rheydt, en apoyo del 15.º Ejército), a la 2.ª División Antiaérea (en Altenahr, en apoyo del 5.º Ejército Panzer) y a la 19.ª Brigada Antiaérea (en Kyllburg, en apoyo del 7.º Ejército). El III Cuerpo Antiaéreo fue destruido en la bolsa del Ruhr en abril de 1945.

### IV Flak Corps
El IV Cuerpo Antiaéreo se formó en Breslavia en junio de 1944 para apoyar a la Luftflotte 1 en el Frente Oriental. Su despliegue inicial quedó incompleto y fue abortado poco después.
El despliegue del IV Cuerpo Antiaéreo se volvió a intentar en septiembre de 1944, esta vez para el Frente Occidental. Fue desplegado en Edenkoben y sirvió en el sector del Grupo de Ejércitos G entre el río Mosa y la frontera entre Francia y Suiza. Dirigió la 9.ª División Antiaérea (en Landstuhl, en apoyo del 1.º Ejército) y la 13.ª División Antiaérea (en Schlettstedt (más tarde: Todtnau/Schwarzwald), en apoyo del 19.º Ejército) y fue reforzada en enero de 1945 con la inserción de la 28.ª División Antiaérea entre las dos divisiones anteriores. Además, en marzo de 1945, recibió la 21.ª División Antiaérea y la 26.ª División Antiaérea en marzo de 1945.

### V Flak Corps
El V Cuerpo Antiaéreo se formó bajo la supervisión del estado mayor del "Luftwaffenkommando Südost" para el sector sur del Frente Oriental el 15 de noviembre de 1944 para apoyar las retiradas del Grupo de Ejércitos E y del Grupo de Ejércitos Sur. Inicialmente estuvo a cargo de la 19.ª División Antiaérea en el Estado Independiente de Croacia (en apoyo del Grupo de Ejércitos E), la 20.ª División Antiaérea en Pécs (en apoyo del 6.º Ejército, del 3.º Ejército Húngaro y el Grupo de Ejércitos Fretter-Pico) y la 15.ª División Antiaérea en Debrecen (en apoyo del Grupo de Ejércitos Wöhler, del 8.º Ejército y del 1.º Ejército Húngaro).
Inicialmente desplegado al este de Budapest, el V Cuerpo Antiaéreo fue empujado a Bratislava en diciembre de 1944. Después de su redespliegue en Wiener Neustadt, el V Cuerpo Antiaéreo también fue puesto a cargo de las defensas aéreas del Wehrkreis XVII, incluida la 24.ª División Antiaérea en Viena y la 7.ª Brigada Antiaérea en Viena. Linz. El 2 de abril de 1945, el cuerpo estaba en Sankt Pölten y el 13 de abril en Traun. El 7 de mayo de 1945, el cuerpo es capturado en Admont.

### VI Flak Corps
El VI Cuerpo se formó el 10 de febrero de 1945 en el norte del Frente Occidental, en el sector del Grupo de Ejércitos H, a partir de la disuelta 16.ª División Antiaérea en Doetinchem. Inicialmente supervisó la 9.ª Brigada Antiaérea (en Huis ter Heide en apoyo del 25.º Ejército) y la 18.ª Brigada Antiaérea (en Winkel en Guelders en apoyo del 1.º Ejército de Paracaidistas), así como la 4.ª División Antiaérea (en Duisburgo). Durante la retirada de las fuerzas alemanas en el noroeste de Alemania desde el Rin hacia el Elba, el VI Cuerpo Antiaéreo fue puesto además a cargo de la 3.ª División Antiaérea (en Hamburgo) y la 8.ª División Antiaérea (en Bremen).

### I Flak Corps z.b.V.
El Cuerpo Antiaéreo z.b.V. se formó el 2 de abril de 1945 a partir del personal de Luftgau-Kommando VI, inicialmente formado el 12 de octubre de 1937. El Luftgau VI se disolvió a principios de abril de 1945 después de haber pasado la 4.ª División Antiaérea al VI Cuerpo Antiaéreo y la 7.ª División Antiaérea al III Cuerpo Antiaéreo. Su personal se utilizó para formar un estado mayor de reserva para un cuerpo antiaéreo.

## Organización
Los Flak Corps eran grandes organizaciones de unidades AA preexistentes (regimientos, brigadas y divisiones) en lugar de formarse como nuevas unidades desde cero. En 1943, la inteligencia aliada señaló:
Los Flak Corps son unidades de tiempos de guerra y constituyen una reserva operativa del comandante en jefe de la Fuerza Aérea Alemana. Combinan una gran movilidad con una gran potencia de fuego. Pueden emplearse junto con puntas de lanza compuestas de fuerzas blindadas y motorizadas, y con tropas no motorizadas para forzar el cruce de ríos y atacar posiciones fortificadas. También pueden desplegarse como artillería de gran movilidad para apoyar ataques de tanques.
Los cuerpos antiaéreos no incluían a la mayoría de las fuerzas antiaéreas de Alemania. Incluso considerando sólo las unidades antiaéreas de la Luftwaffe dedicadas al apoyo directo de las tropas terrestres de la Wehrmacht, la mayoría de ellas no estaban subordinadas a los cuerpos antiaéreos.
Los cuerpos antiaéreos estaban parcialmente motorizados o totalmente motorizados, dependiendo del grado de motorización de sus unidades subordinadas.

## Rendimiento
Aunque los cañones AA de todas las naciones en la Segunda Guerra Mundial podían usarse contra objetivos terrestres, Alemania en particular utilizó cañones AA en múltiples funciones. La necesidad de mando y control de estos activos llevó a la organización de unidades más grandes, que culminaron con la organización de cuerpos antiaéreos. Aunque los soviéticos también organizaron grandes unidades de defensa aérea, normalmente no se utilizaban contra objetivos terrestres. El cuerpo antiaéreo proporcionó sobre todo apoyo antitanque adicional a las fuerzas terrestres alemanas. En algunos casos, como en Cagny en Normandía, estas unidades lograron un éxito significativo contra los vehículos blindados aliados. El uso de cuerpos antiaéreos como recursos de guerra terrestre era complicado porque formaban parte de la cadena de mando de la fuerza aérea (Luftwaffe) incluso cuando apoyaban a las fuerzas terrestres (ya fueran el Heer o las Waffen-SS).
Dado el coste de producir cañones AA –en relación con el coste de los cañones antitanques de las mismas capacidades– es cuestionable si su uso como armas antitanques fuera económico.
Como forma organizativa, las formaciones masivas de cañones AA representaron un callejón sin salida, ya que los cañones AA de gran calibre fueron retirados del servicio militar en la década de 1950 y reemplazados por misiles tierra-aire.